# 킬러스 (2014년 영화)
《킬러스》(영어: Killers, 일본어: キラーズ 기라즈[*])는 2014년 공개된 일본과 인도네시아 합작 영화이다.

## 출연

### 주연
- 키타무라 카즈키
- 오카 안타라

### 조연
- 타카나시 린
- 레이 사헤타피
- 루나 마야
- 쿠로카와 메이
- 타라 바스로
- 코노에 유키